# تطور روحي (فلسفة)
التطور الروحي، الذي يسمى أيضًا التطور الأعلى، هو فكرة أن العقل أو الروح، على غرار التطور البيولوجي، يتطور بشكل جماعي من شكل بسيط تهيمن عليه الطبيعة، إلى شكل أعلى تهيمن عليه الروحانية أو الإلهية. يجري تمييزه عن التطور "السفلي" أو التطور البيولوجي، ويُعتقد أن التطور الروحي قد تنبأت به الكائنات المستنيرة التي تطورت بالفعل إلى هذه المرحلة المتقدمة.

## التعريف
هناك مصطلح بديل هو "التطور الأعلى". بحسب بياسلو- مصطلح "أعلى" هنا يشير إلى العقل - أساس التطور الروحي. على عكس التطور الأعلى، يُعرف التطور البيولوجي (أو الدارويني) بالتطور الأدنى. مفهوم التطور الروحي غائي، على عكس التطور البيولوجي.

## أصول المفهوم

### الباطنية الغربية
نظريات التطور الروحي مهمة في العديد من التعاليم الغامضة والباطنية، والتي تؤكد على تقدم الفرد وتطوره إما بعد الموت (الروحانية) أو من خلال التناسخات المتتالية (الثيوصوفيا، والهرمسية).

#### السلسلة العظيمة للوجود
تطور مفهوم السلسلة العظيمة من خلال أفلاطون وأرسطو الذين جرى تناول أفكارهم وتوليفها من قبل أفلوطين. أثر أفلوطين بدوره بشكل كبير على لاهوت أوغسطين، وبعد ذلك الأكويني والسكولاستيين. كانت السلسلة العظيمة للوجود موضوعًا مهمًا في عصر النهضة والفكر الإليزابيثي، وكان لها تأثير غير معترف به على تشكيل أفكار التنوير ولعبت دورًا كبيرًا في النظرة العالمية لأوروبا في القرن الثامن عشر. وعلى الرغم من أن النظرة إلى العالم ثابتة بشكل أساسي، فإنها بحلول القرن الثامن عشر وأوائل القرن التاسع عشر "جرى تحديدها مؤقتًا" من خلال مفهوم صعود الروح أو تقدمها روحياً عبر الدرجات أو المراحل المتعاقبة، وبالتالي تنمو أو تتطور بالقرب من الإله. كما كان لها في هذا الوقت تأثير على نظريات التطور البيولوجي.
اقترح إي إف شوماخر مؤلف كتاب الصغير جميل مؤخرًا نوعًا من سلسلة الكينونة العظمى المبسطة، استنادًا إلى فكرة أربع "ممالك" (معدنية، نباتية، حيوانية، بشرية). يرفض شوماخر موضوعات الحداثة والعلمية، ويذكر منهجه التوجه الكوني لكُتّاب مثل هيوستن سميث، ومن المحتمل أن يساهم في التسلسل الهرمي "الشامل" لكين ويلبر أو "عش الوجود العظيم".

#### الروحانية
كان رد فعل الروحانيين بعدم اليقين تجاه نظريات التطور في أواخر القرن التاسع عشر وأوائل القرن العشرين. بشكل عام، يتناسب مفهوم التطور مع الفكر الروحاني للتطور التدريجي للبشرية. ولكن في الوقت نفسه، كان الإيمان بالأصول الحيوانية للإنسان يهدد أساس خلود الروح، لأنه إذا لم يكن الإنسان قد خُلق، فمن غير المعقول أن يُمنح روحًا بشكل خاص. أدى هذا إلى اعتناق الروحانيين للتطور الروحي.
في القرن التاسع عشر، أكدت الأفكار الروحانية للأمريكي أنجلو على تقدم الروح بعد الموت إلى حالات أعلى من الوجود، على عكس الأرواحية التي تعترف بالتناسخ.
علّمت الروحانية أنه بعد الموت، تتقدم الأرواح إلى مجالات جديدة من الوجود. وفقًا لهذه الفكرة، حدث التطور في عالم الأرواح "بمعدل أسرع وفي ظل ظروف أكثر ملاءمة للنمو" مما هو موجود على الأرض.
اعتقد عالم الأحياء والروحاني ألفريد راسل والاس (1823-1913) أن المستجدات النوعية يمكن أن تنشأ من خلال عملية التطور الروحي، لا سيما ظواهر الحياة والعقل. عزا والاس هذه المستجدات إلى وكالة خارقة للطبيعة. في وقت لاحق من حياته، كان والاس مدافعًا عن الروحانية وكان يؤمن بأصل غير مادي للكليات العقلية العليا للإنسان. كان يعتقد أن التطور يشير إلى أن الكون له هدف، وأن بعض جوانب الكائنات الحية لا يمكن تفسيرها من حيث العمليات المادية البحتة. في مقال في مجلة عام 1909 بعنوان عالم الحياة، والذي وسعه لاحقًا ليصبح كتابًا يحمل الاسم نفسه، جادل والاس في كتابه عام 1911 بعنوان عالم الحياة من أجل مقاربة روحية للتطور ووصف التطور بأنه "قوة إبداعية وعقل توجيهي وهدف نهائي". يعتقد والاس أن الانتقاء الطبيعي لا يمكن أن يفسر الذكاء أو الأخلاق في الإنسان، لذلك اقترح أن القوى الروحية غير المادية هي المسؤولة عن ذلك. يعتقد والاس أن الطبيعة الروحية للإنسان لا يمكن أن تنشأ عن طريق الانتقاء الطبيعي وحده، يجب أن تنشأ أصول الطبيعة الروحية "في عالم الروح غير المرئي".
زعم روبرت بروم في كتابه مجيء الإنسان: هل كان حادثًا أم تصميمًا؟ (1933) أن "الوكالات الروحية" قد وجهت التطور حيث كانت الحيوانات والنباتات معقدة للغاية بحيث لم تنشأ عن طريق الصدفة. وفقًا لبروم، كان هناك نوعان مختلفان على الأقل من القوى الروحية، والوسطاء قادرون على رؤيتهم. ادعى بروم أن هناك خطة وهدفًا في التطور وأن أصل الإنسان العاقل هو الهدف النهائي وراء التطور. وفقًا لـ بروم "يبدو الكثير من التطور كما لو أنه قد خطط له لينتج عنه الإنسان، وفي الحيوانات والنباتات الأخرى لجعل العالم مكانًا مناسبًا له للعيش فيه".
يذكر الموقف الأنجلو أمريكي (ويفترض أنه مستوحى من) مفاهيم القرن الثامن عشر المتعلقة بإضفاء الطابع المؤقت على سلسلة الكينونة العظمى. يعتمد التطور الروحي، بدلاً من أن يكون عملية فيزيائية (أو فيزيائية - روحية) على فكرة العوالم أو المراحل التي تمر بها الروح بطريقة نوعية غير زمنية. لا يزال هذا جزءًا مهمًا من بعض الأفكار الروحانية اليوم، وهو مشابه لبعض المعتقدات المسيحية البروتستانتية الرئيسية (على عكس الأصولية)، والتي بموجبها يذهب الشخص بعد الموت إلى "أرض الصيف".